# Hyporhagus marginatus
Hyporhagus marginatus es una especie de coleóptero de la familia Monommatidae.

## Distribución geográfica
Habita en Dominica, Guadalupe, La Española Trinidad y Tobago y Brasil.